# Alfons Mucha

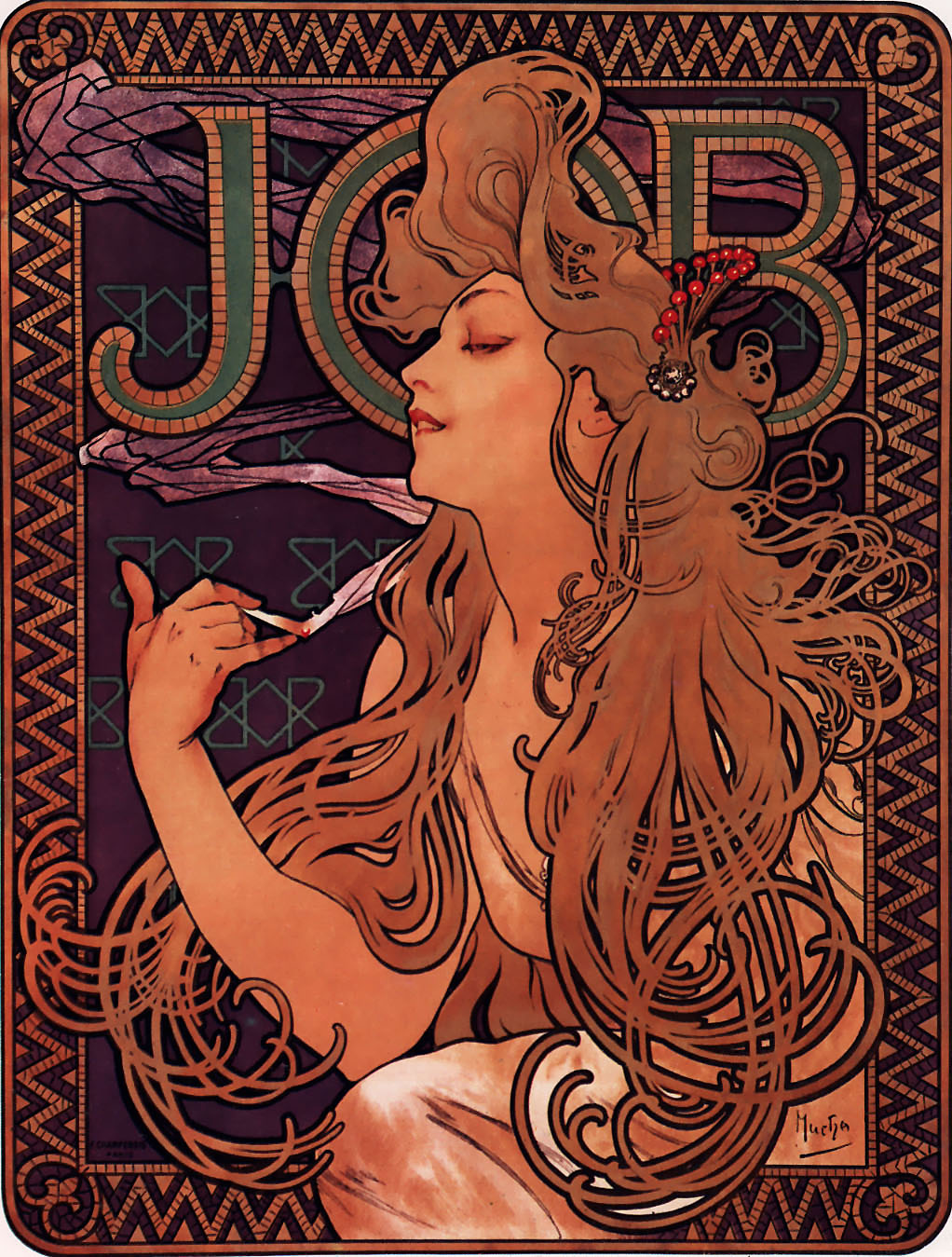
Reklama Job, 1896

Alfons Maria Mucha (ur. 24 lipca 1860 w Iwanczycach, zm. 14 lipca 1939 w Pradze) – czeski grafik i malarz, jeden z czołowych przedstawicieli secesji i fin de siècle’u.
Twórczość Muchy łączy tradycje bizantyńskie i współczesne. Znakiem rozpoznawczym Muchy są grafiki kobiet w stylu belle époque – wyidealizowana postać pięknej kobiety otoczonej naręczem kwiatów i liści, symbolami i arabeskami.

## Życiorys
Ojciec Muchy, Ondřej, był urzędnikiem sądowym. W 1871 Mucha rozpoczął naukę w gimnazjum, ale przed jej ukończeniem musiał wrócić do rodzinnej miejscowości i objąć stanowisko pisarza sądowego. Przygotowywał amatorskie przedstawienia teatralne, malował dekoracje i plakaty, projektował zaproszenia. Z tego okresu pochodzi jego pierwsza znana praca – pastel przedstawiająca Joannę d’Arc na stosie.
W roku 1879 bezskutecznie starał się wstąpić na Akademię Praską. Wyjechał do Wiednia, gdzie zatrudnił się w najbardziej znanej pracowni zajmującej się projektowaniem dekoracji teatralnych – Burghardt-Kautsky-Brioschi. Spędził trochę czasu w Mikulowie, gdzie na zlecenie hrabiego Karla Khuen-Belasiego restaurował jego kolekcję oraz malował portrety, pejzaże i freski. Dzięki mecenatowi Eduarda Khuen-Belasiego (brata Karla) podjął w latach 1885–1886 studia na Akademii Sztuk Pięknych w Monachium. Następnie wyjechał do Paryża i wstąpił na Akademię Julian.
Ostatecznie zamieszkał w Paryżu. Był to okres rozkwitu impresjonizmu, początków symbolizmu i dekadentyzmu. Mucha przez pewien czas dzielił pracownię z Gauguinem, póki ten nie wyjechał na Karaiby. W tym okresie Alfons Mucha zaczął już precyzować swoje poglądy na temat własnej sztuki i jej wizji.
W 1892 razem z Georges’em Rochergrosse’em Mucha otrzymał zamówienie na ilustracje do książki Scènes et èpisodes de l'histoire l'Allemagne Charlesa Seignobosa.
Zamówienie na plakat teatralny do sztuki Gismonda Victoriena Sardou z Sarah Bernhardt w tytułowej roli, przyniosło nieznanemu dotychczas artyście sukces i sławę jednego z największych twórców secesji. Otrzymał pięcioletni kontrakt, a w ciągu następnych lat stworzył dla aktorki siedem afiszy w Théâtre de la Renaissance w Paryżu, pomagał przy scenografii i kostiumach, projektował dla niej biżuterię oraz był głównym doradcą artystycznym.

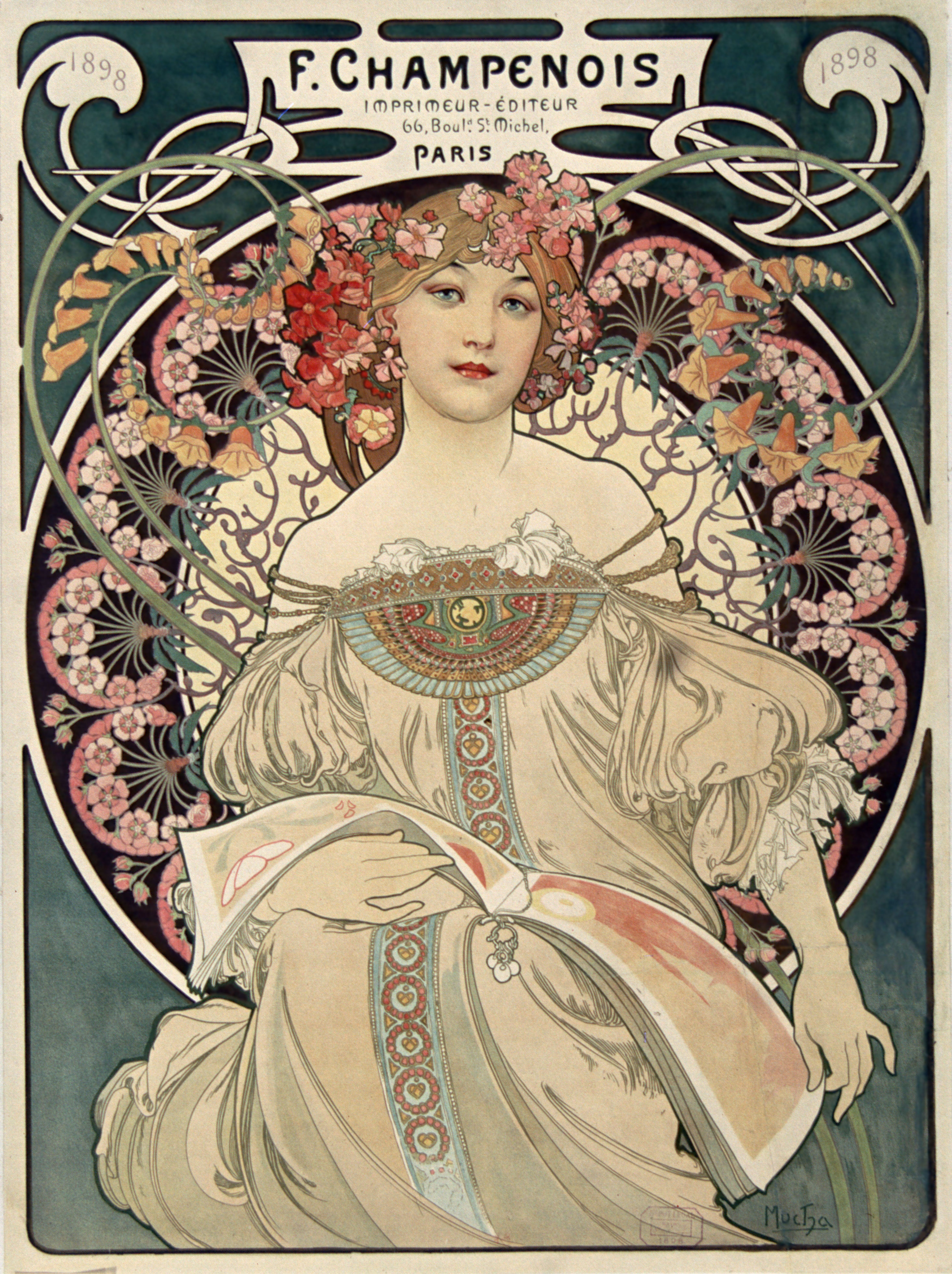
F. Champenois Imprimeur-Editeur, litografia, 1898

Mucha tworzył odtąd projekty graficzne na zamówienie – plakaty reklamowe, kalendarze, karty dań, okładki i tytuły czasopism. W 1898 w nowej pracowni ilustrował poczytne i eleganckie czasopisma zaczął publikować serie swoich grafik, przeznaczonych na pocztówki oraz panneaux décoratifs – serie obrazów drukowane na jedwabiu, które składały się z kilku grafik oscylujących wokół jednego tematu przewodniego (np. pory roku, kwiaty itp.) i przeznaczone były głównie dla kolekcjonerów. Dekorował pawilon Bośni i Hercegowiny na Wystawę Światową w Paryżu. Wraz z Jamesem Whistlerem założył małą szkołę malarstwa Carmen, gdzie obaj uczyli.
W 1906 jego żoną została Marie Chytilová. 
 W 1909 został wybrany do namalowania serii fresków we wnętrzach wówczas budowanego Miejskiego Domu Reprezentacyjnego (Obecní dům) w Pradze, po czym zaczął planować stworzenie dzieł, które mogłyby upamiętniać najważniejsze wydarzenia z historii jego narodu.
W 1910 roku rozpoczął tworzenie cyklu Epopeja słowiańska, prezentującego panoramiczną historię Słowian. Przedsięwzięcie finansowane było przez Charlesa Richarda Crane’a, milionera z Chicago. Mucha zakładał, że wykonanie projektu zajmie mu 5–6 lat, praca się jednak przeciągnęła do osiemnastu lat – podróżował w tym celu do Rosji, Polski, Serbii i Bułgarii. 1 września 1928 podarował swoje dzieła miastu Praga. Cykl obejmował dwadzieścia płócien o rozmiarze 7,3 na 9,1 metra, ilustrował wydarzenia od prehistorii aż do XIX wieku. Czeska krytyka oceniła jednak cykl jako reakcyjny akademizm, a jego temat jako nacjonalistyczną interpretację faktów, choć w Stanach Zjednoczonych prace przyjęto entuzjastycznie. Płótna były wystawione w miejscowości Moravský Krumlov, obecnie znajdują się w Galerii Narodowej w Pradze.
Wrócił do ojczyzny w 1913 roku.
Gdy rozpoczęła się pierwsza wojna światowa, artysta nie przerwał pracy. Zajął się wówczas projektowaniem biżuterii oraz rzeźb. Jego sława dotarła również do USA, gdzie tworzył ilustracje dla amerykańskich czasopism. Założył tam Amerykańską Społeczność Słowiańską.
Resztę swego życia Mucha spędził tworząc dzieła, którym krytyka zarzucała anachronizm. W 1931 namalował witraż dla nowej kaplicy arcybiskupiej w katedrze św. Wita w Pradze. W 1938 rozpoczął pracę nad tryptykiem Wiek rozumu, Wiek mądrości i Wiek miłości, którego nie udało mu się skończyć. Zmarł załamany w kilka tygodni po wkroczeniu wojsk hitlerowskich do Pragi, po przesłuchaniu przez gestapo. Miał 79 lat. Został pochowany w mauzoleum Slavín na Cmentarzu Wyszehradzkim w Pradze.
Zaprojektował czechosłowackie godło państwowe oraz pierwsze znaczki i banknoty.
Sensację wywołało w Czechach niedawne odkrycie całego zbioru nieznanych dotąd dzieł Alfonsa Muchy, poświęconych tematyce wolnomularskiej. Dzieła te przez 60 lat przechowywała w ukryciu pewna czeska rodzina, aby uchronić je najpierw przed NSDAP, a następnie przed władzami komunistycznymi. Uratowany w ten sposób zbiór obejmuje obrazy, malowidła i szkice regaliów masońskich oraz symboli przeznaczonych dla czeskich i słowackich lóż. Znalazła się tam także cenna kolekcja zdjęć wykonanych przez Muchę w latach 20. XX wieku.

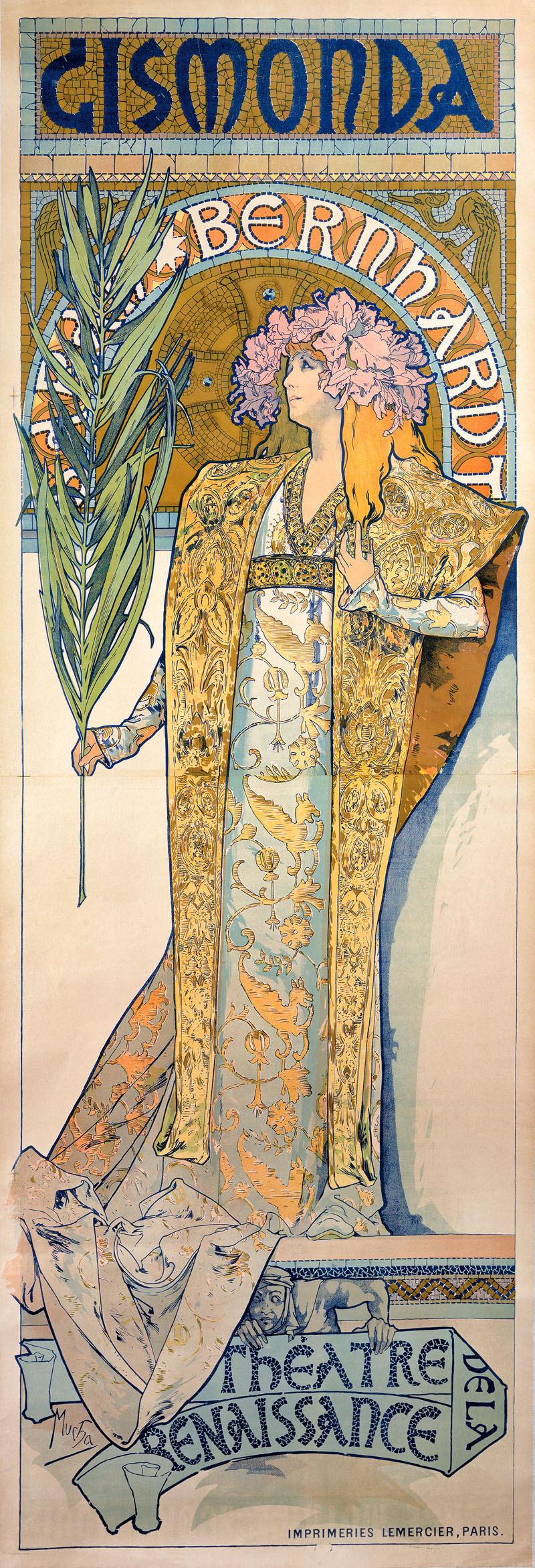
Gismonda, 1894
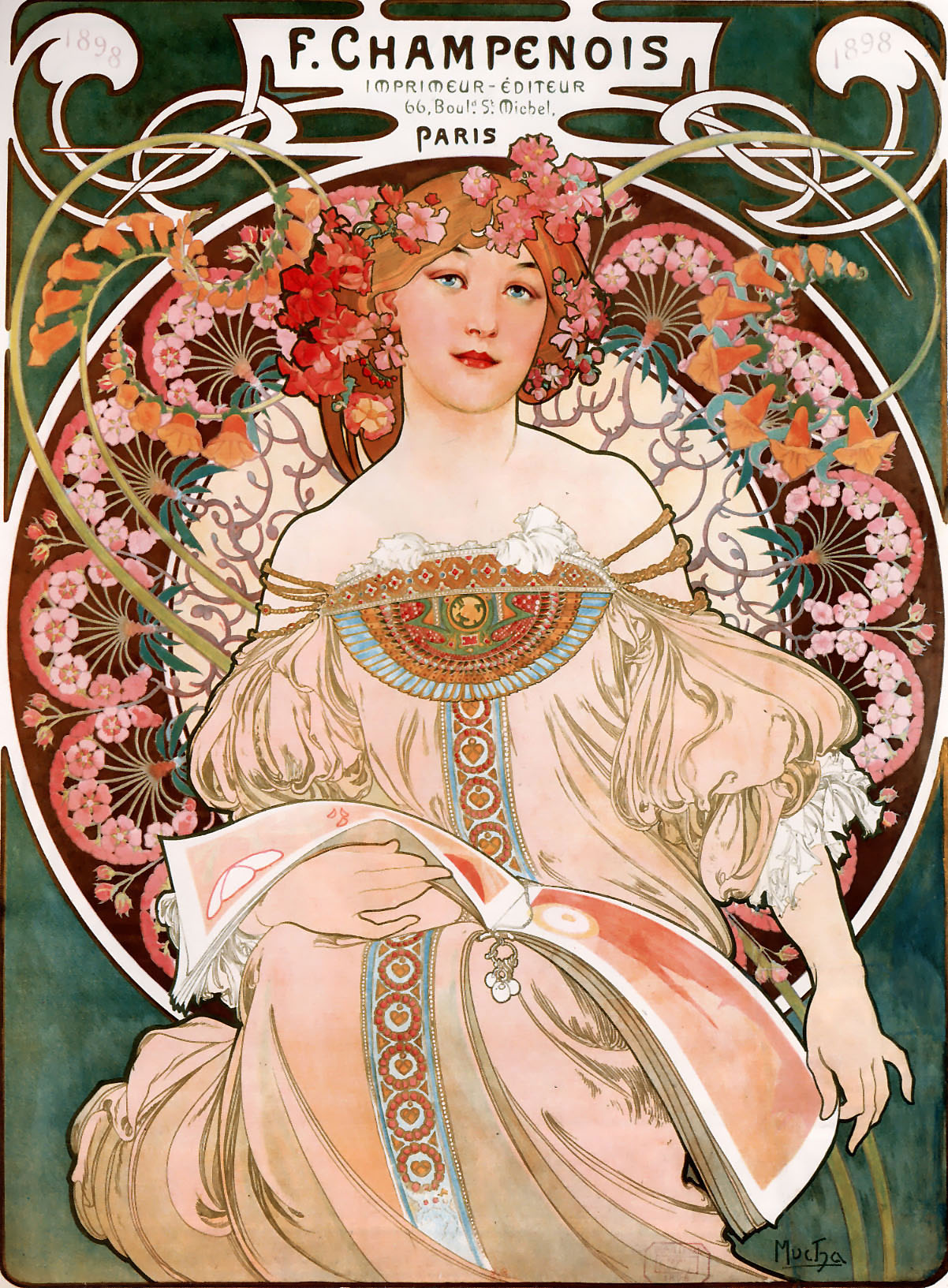
F. Champenois Imprimeur-Éditeur, 1897
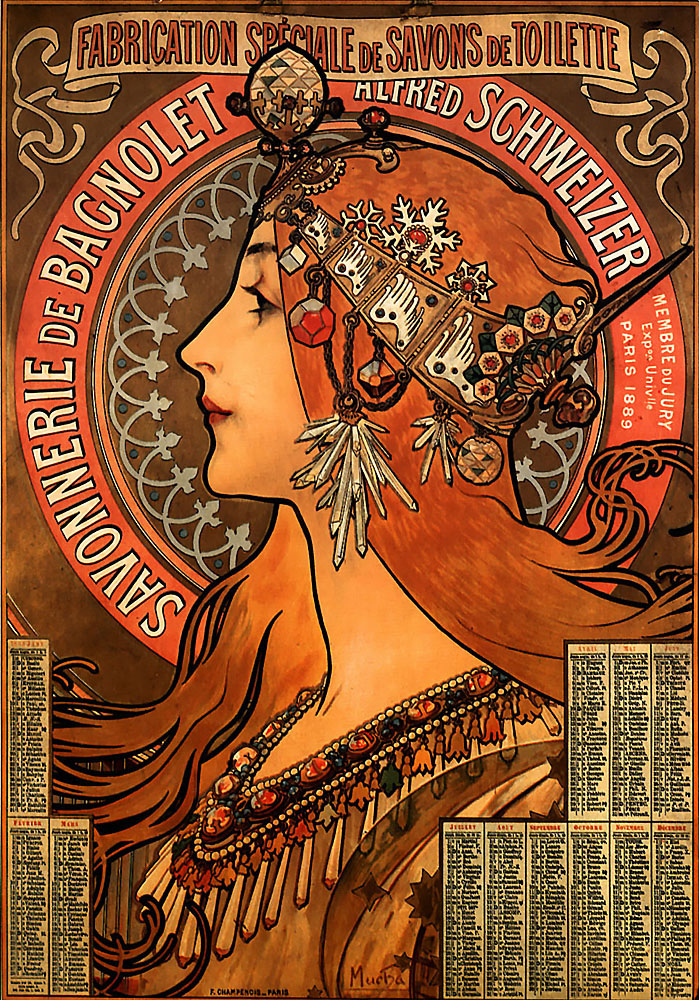
Savonnerie de Bagnolet, 1897
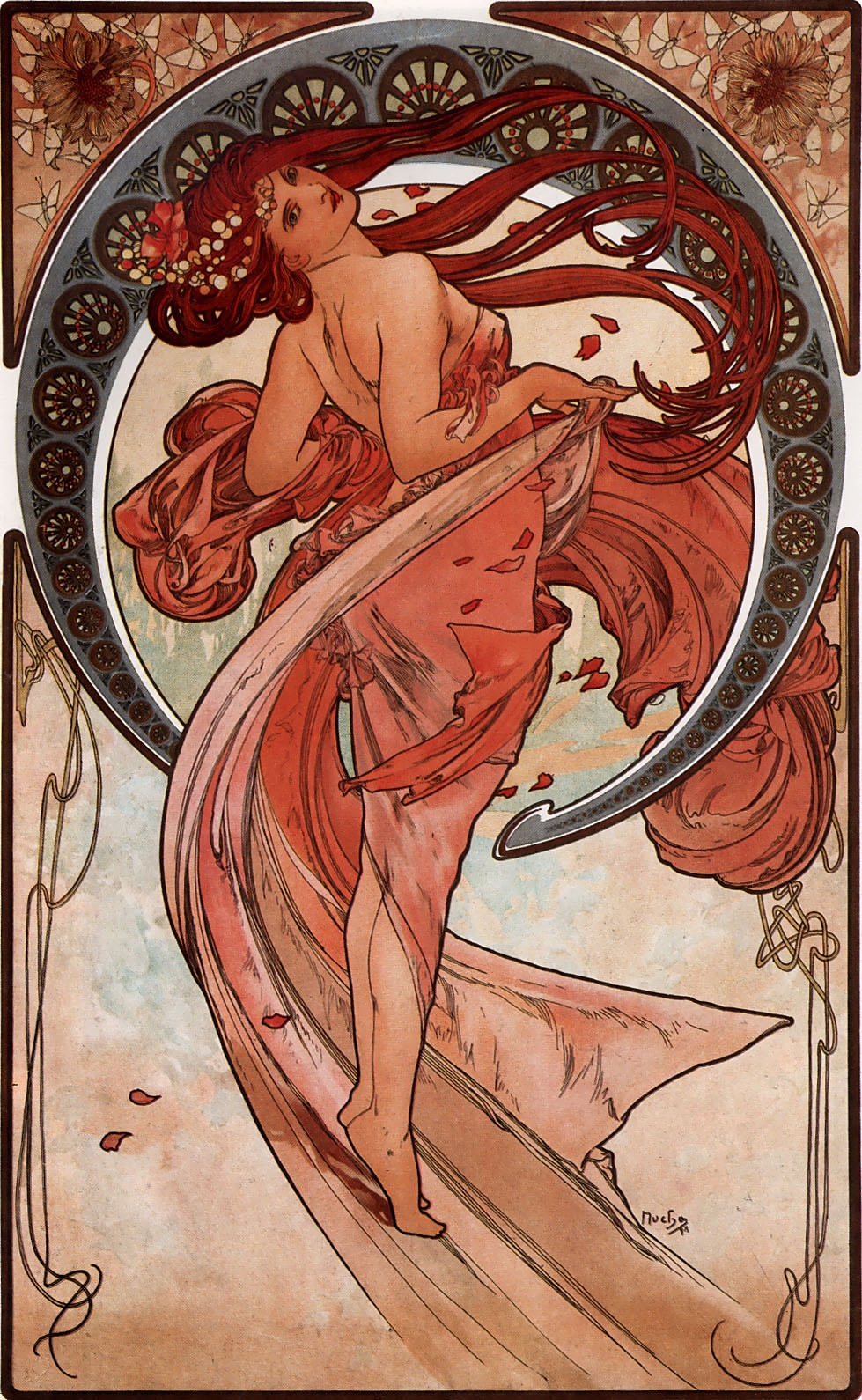
Taniec, 1898

## Publikacje
- Ormiston Rosalind, album Alfons Mucha i jego świat (tyt. oryg. Alphonse Mucha: masterworks, 2007), tłum. Hanna Turczyn-Zalewska, Wydawnictwo „Arkady”, 2010, ISBN 978-83-213-4641-0